# Lebioderus
Lebioderus is een geslacht van kevers uit de familie van de loopkevers (Carabidae). De wetenschappelijke naam van het geslacht is voor het eerst geldig gepubliceerd in 1838 door Westwood.

## Soorten
Het geslacht Lebioderus omvat de volgende soorten:
- Lebioderus bakeri Heller, 1926
- Lebioderus brancuccii Nagel, 2009
- Lebioderus candezei C.A.Dohrn, 1888
- Lebioderus dissimilis Luna de Carvalho, 1973
- Lebioderus gorii Westwood, 1838
- Lebioderus javanus C.A.Dohrn, 1891
- Lebioderus percheronii Westwood, 1874
- Lebioderus ritsemae Gestro, 1901
- Lebioderus thaianus Maruyama, 2008